# Enrique Rauch (militar)
Enrique Isidro Rauch (Salta, 1 de enero de 1914 - Buenos Aires, 8 de abril de 1991) fue un militar argentino, perteneciente al Ejército Argentino, que alcanzó la jerarquía de general de división. Fue ministro del Interior durante la presidencia de José María Guido, entre el 9 de abril y 13 de mayo de 1963. 

## Biografía
Egresó del Colegio Militar de la Nación como subteniente de caballería con la promoción 60 (la misma del general Onganía) y especializado como ingeniero militar. Era bisnieto del coronel Federico Rauch.
Ascendió a general de brigada en 1959. Cuando estalló el movimiento golpista contra el presidente Arturo Frondizi, era comandante del Cuerpo de Caballería. El 29 de marzo de 1962 se vio sin más opción que deponer su actitud en defensa del gobierno tras la renuncia del secretario de guerra, general de división Rosendo Fraga, pese a su ofrecimiento de reprimir a las fuerzas golpistas del general Raúl Poggi, en apoyo al plan del ministro Rodolfo Martínez. Sin mando que obedecer, quedó detenido por el bando golpista en el Ministerio de Guerra junto al general Fraga.
Trabajó en la Secretaría de Inteligencia del Estado (SIDE).
El 20 de abril de 1962, durante la presidencia de Guido, en medio de las disputas entre Azules y Colorados, siendo el jefe de la Guarnición de Campo de Mayo, se sublevó para pedir la renuncia del general Raúl Alejandro Poggi como jefe del Ejército, y de Marino Carreras como ministro del Ejército. El 22 de abril se llegó a un acuerdo en el que los tres pasaron a retiro.
Fue posteriormente nombrado ministro del Interior por Guido, y como tal, ordenó miles de detenciones contra empresarios y políticos- Pidió la renuncia de los ministros de Educación y de Trabajo por considerar que iban en contra a su labor. Redactó un plan político para los comandantes de las Fuerzas Armadas, que no fue aceptado ni por Benjamín Rattenbach ni por Juan Carlos Onganía, quien inicialmente lo propuso para el cargo.